# Michael Hansson
Michael Hansson (Malmö, 22 gennaio 1972) è un ex calciatore svedese, di ruolo centrocampista o attaccante.

## Carriera

### Club
Nato a Malmö, nella Svezia meridionale, iniziò la carriera nel 1990, a 18 anni, con una squadra della sua città, il BK Olympic, in terza serie per le prime due stagioni e poi in quarta per le ultime due, giocando 70 gare e segnando 34 gol. L'ultima stagione in particolare, con 22 presenze e 21 reti, gli valse l'approdo in Allsvenskan, massima serie, con il Trelleborg. In biancoblu rimase 6 stagioni, disputando 134 partite di campionato, segnando 28 gol e partecipando alla Coppa UEFA 1994-1995, dove gli svedesi furono eliminati ai sedicesimi di finale dagli italiani della Lazio dopo aver superato nel turno preliminare i faroesi del GÍ Gøta e ai trentaduesimi gli inglesi del Blackburn. Concluse i sei campionati per 3 volte al 10º posto (1994, 1995 e 1997), al 12º nel 1996, all'11º nel 1998 e all'8º nel 1999.
Nel 2000 si trasferì all'Helsingborg, esordendo l'8 aprile nella sconfitta per 2-0 sul campo dell'Örgryte del 1º turno di campionato, nella quale venne schierato titolare. Segnò il suo primo gol il 5 luglio, alla 9ª di Allsvenskan, realizzando al 17' l'1-0 nel successo interno per 4-0 sul Västra Frölunda. Il gol più ricordato della carriera lo segnò invece il 9 agosto, sempre nel 2000, realizzando all' 81' con un sinistro al volo la rete del definitivo 1-0 nella gara d'andata del terzo turno preliminare di Champions League in casa contro gli italiani dell'Inter. Il suo gol, unito allo 0-0 del ritorno, il 23 agosto a San Siro, valse ai rossoblu la prima qualificazione di sempre alla fase a gironi della Champions League (nel turno precedente l'Helsingborg aveva eliminato i bielorussi del BATĖ Borisov). Gli svedesi vennero poi eliminati a causa dell'ultimo posto nel girone dietro ai tedeschi del Bayern Monaco, poi campioni d'Europa, ai francesi del Paris Saint-Germain e ai norvegesi del Rosenborg. Nella stagione successiva prese invece parte alla Coppa UEFA, dove uscì al 2º turno per mano degli inglesi dell'Ipswich Town, dopo che nei turni precedenti aveva eliminato i finlandesi del MyPa e i norvegesi dell'Odd. Chiuse dopo 4 stagioni con 62 presenze e 9 reti in campionato, con soltanto 10 presenze nelle ultime due stagioni a causa di problemi al ginocchio. Ottenne come miglior risultato in campionato il 2º posto dietro all'Halmstad del 2000 e poi un 5º, un 4º e un 6º.
Terminò la carriera a 33 anni, nel 2005, dopo un anno in terza serie con 20 gare giocate e 1 gol al Kristianstads FF e una stagione all'FC Höllviken nelle serie minori.

### Nazionale
Nel 2000 giocò un'unica gara con la nazionale svedese: un incontro del Nordic Mesterskap 2000-2001 contro la Norvegia a La Manga del Mar Menor, in Spagna, il 4 febbraio, nel quale subentrò a Marcus Allbäck all'87', pareggiando per 1-1.

## Statistiche

### Cronologia presenze e reti in nazionale
| Cronologia completa delle presenze e delle reti in nazionale ― Svezia | Cronologia completa delle presenze e delle reti in nazionale ― Svezia | Cronologia completa delle presenze e delle reti in nazionale ― Svezia | Cronologia completa delle presenze e delle reti in nazionale ― Svezia | Cronologia completa delle presenze e delle reti in nazionale ― Svezia | Cronologia completa delle presenze e delle reti in nazionale ― Svezia | Cronologia completa delle presenze e delle reti in nazionale ― Svezia | Cronologia completa delle presenze e delle reti in nazionale ― Svezia |
| Data                                                                  | Città                                                                 | In casa                                                               | Risultato                                                             | Ospiti                                                                | Competizione                                                          | Reti                                                                  | Note                                                                  |
| --------------------------------------------------------------------- | --------------------------------------------------------------------- | --------------------------------------------------------------------- | --------------------------------------------------------------------- | --------------------------------------------------------------------- | --------------------------------------------------------------------- | --------------------------------------------------------------------- | --------------------------------------------------------------------- |
| 4-2-2000                                                              | La Manga del Mar Menor                                                | Norvegia                                                              | 1 – 1                                                                 | Svezia                                                                | Nordic Mesterskap                                                     | -                                                                     | 87’                                                                   |
| Totale                                                                |                                                                       | Presenze                                                              | 1                                                                     |                                                                       | Reti                                                                  | 0                                                                     |                                                                       |